# 季茛早熟禾
季茛早熟禾（学名：Poa dshilgensis）为禾本科早熟禾属下的一个种。